# Église Notre-Dame de Huldenberg
L'église Notre-Dame (Onze-Lieve-Vrouwekerk en néerlandais) est une église de  style gothique située sur le territoire de la commune belge de Huldenberg, dans la province du Brabant flamand.

## Historique
L'église gothique actuelle se dresse en un endroit où une église romane a été bâtie vers 1100.
Le chœur a été construit au milieu du XIIIe siècle et ses fenêtres ont été agrandies au XVe siècle,,.
La croisée du transept a également été commencée au milieu du XIIIe siècle et sa partie la plus élevée a été ajoutée au XVe siècle,,. 
Les nefs ont été construites à la fin du XIIIe siècle ou au début du XIVe siècle : leurs voûtes en briques et en grès du XVe siècle ont été remplacées au XVIIIe siècle par la voûte actuelle après un incendie survenu en 1734,,.
En 1747, un cadran solaire est ajouté à la façade du transept sud.
La façade occidentale date de 1818 et la sacristie de style néogothique a été ajoutée en 1832 et restaurée en 1934.

## Statut patrimonial
L'église est classée comme monument historique depuis le 19 avril 1937 sous la référence 1529 et figure à l'inventaire du patrimoine immobilier de la Région flamande sous la référence 43291.

## Architecture

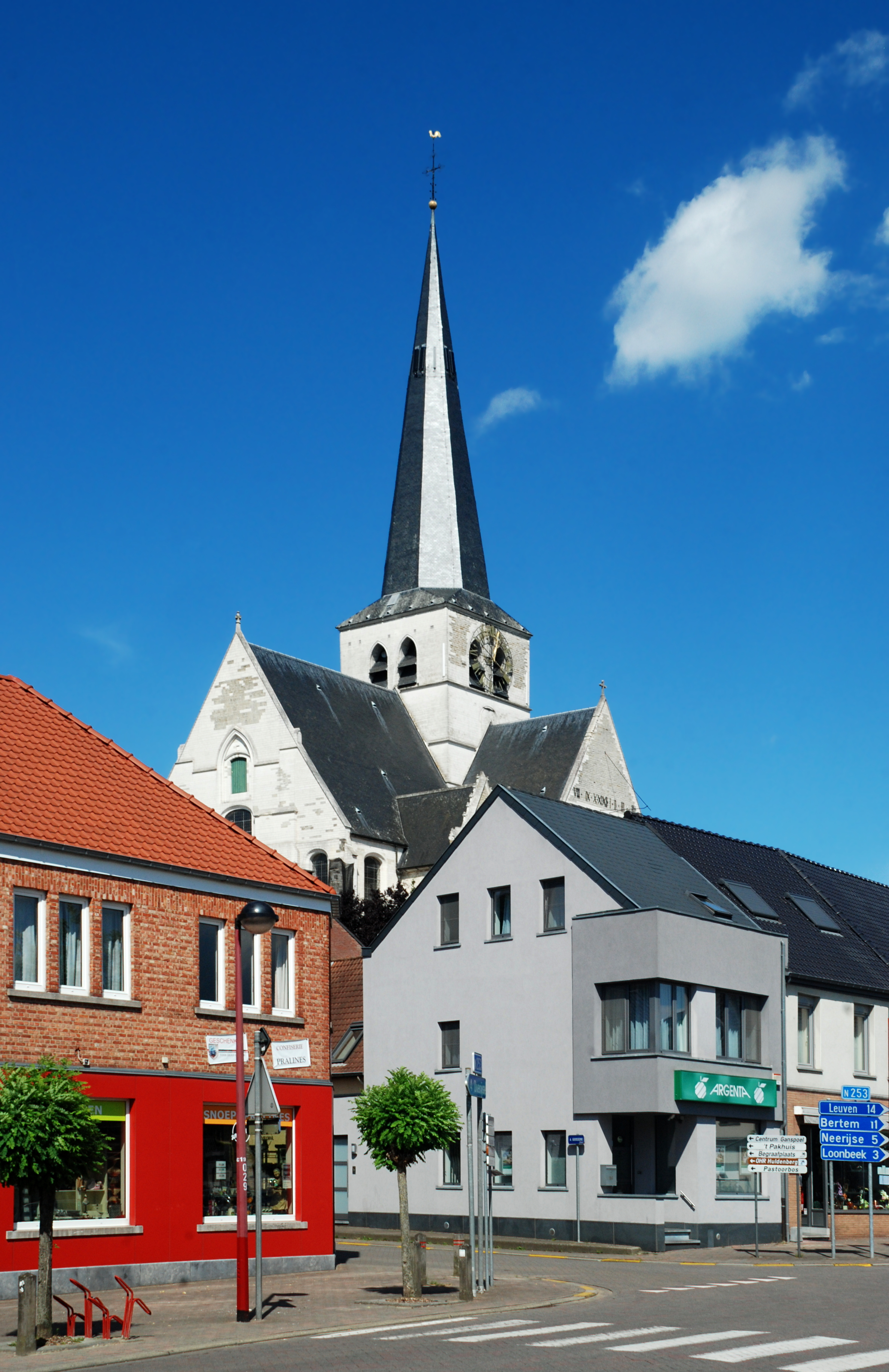
L'église vue depuis la place du village.
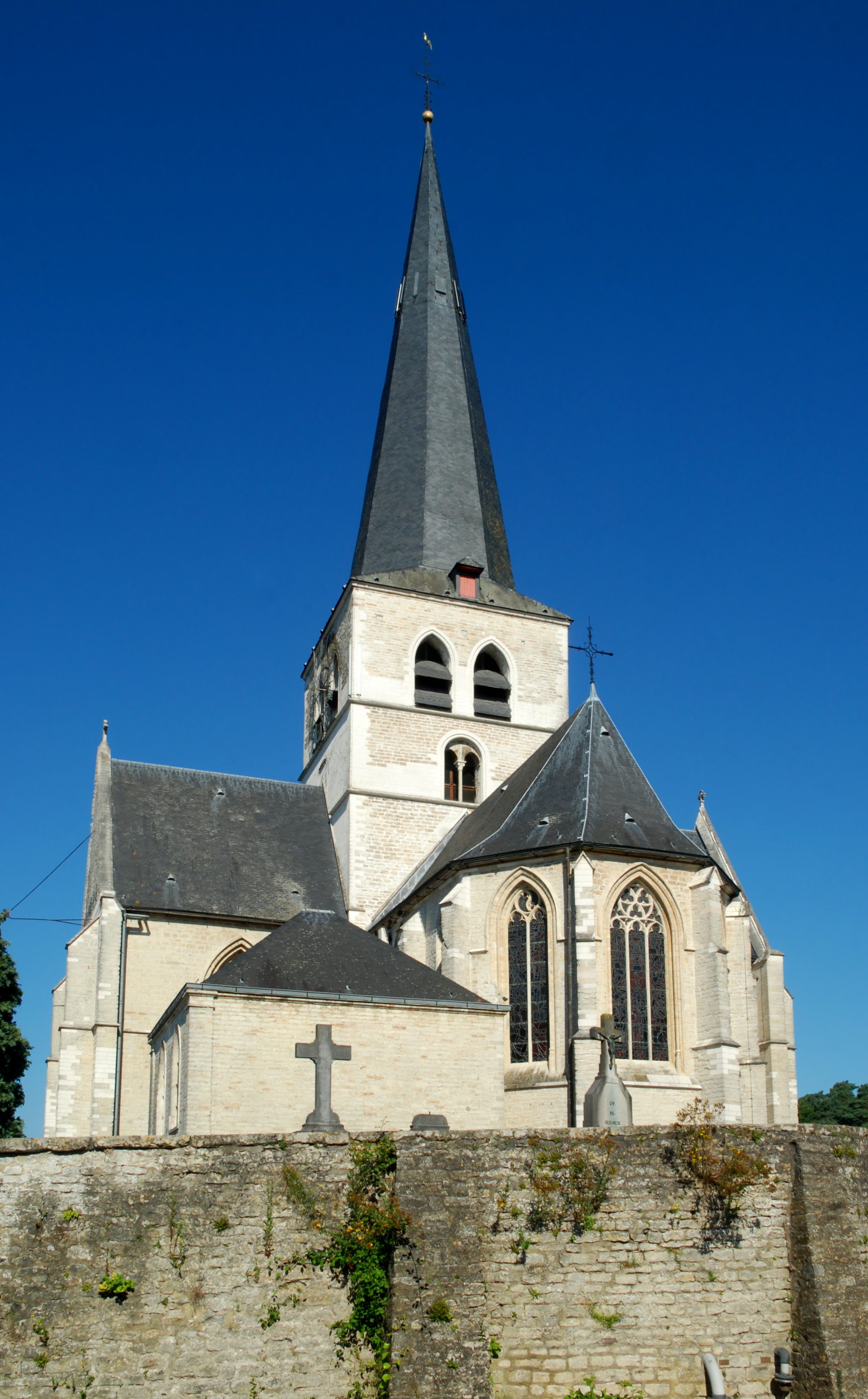
La tour et le chevet.
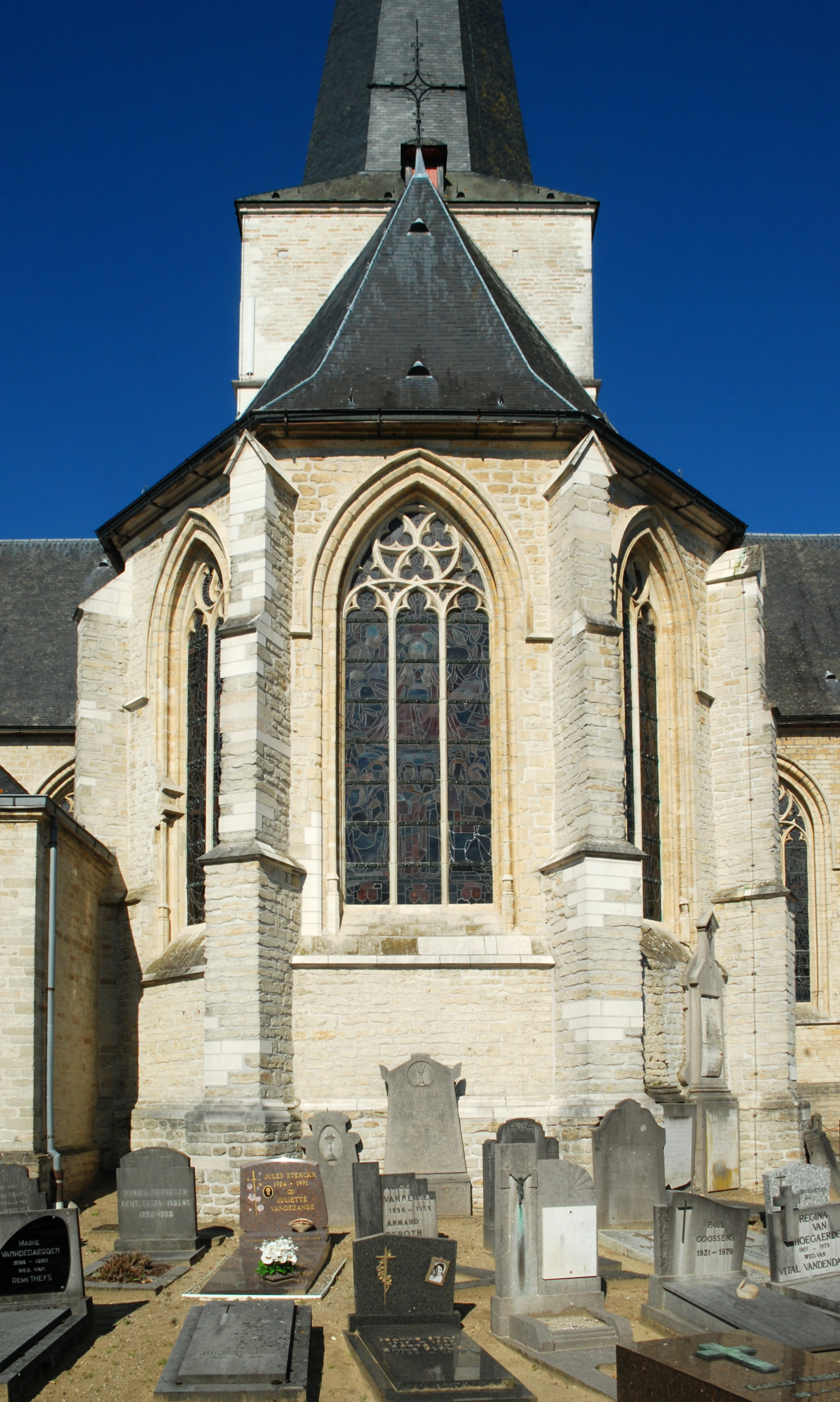
Détail du chevet.
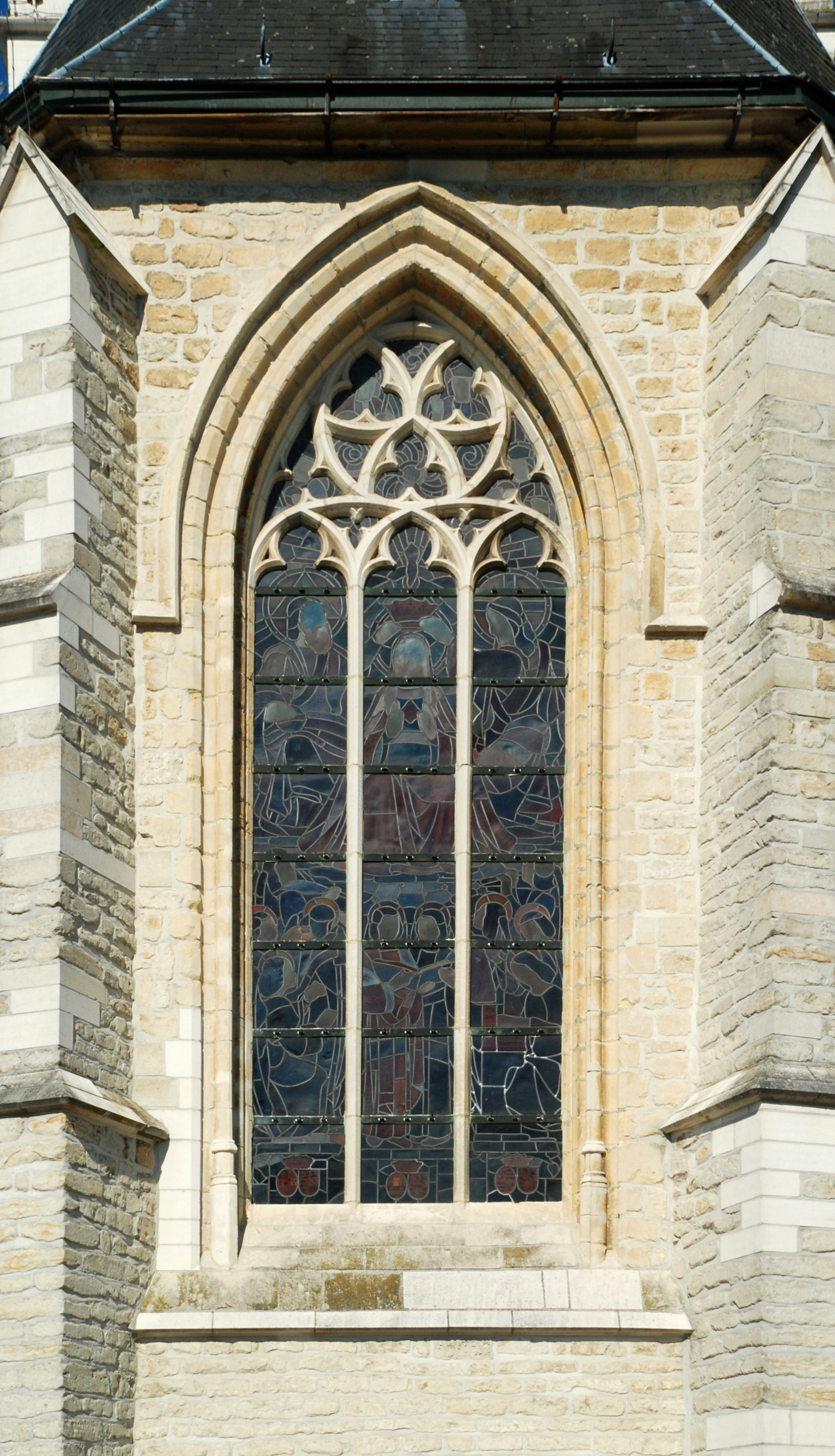
Baie ogivale.
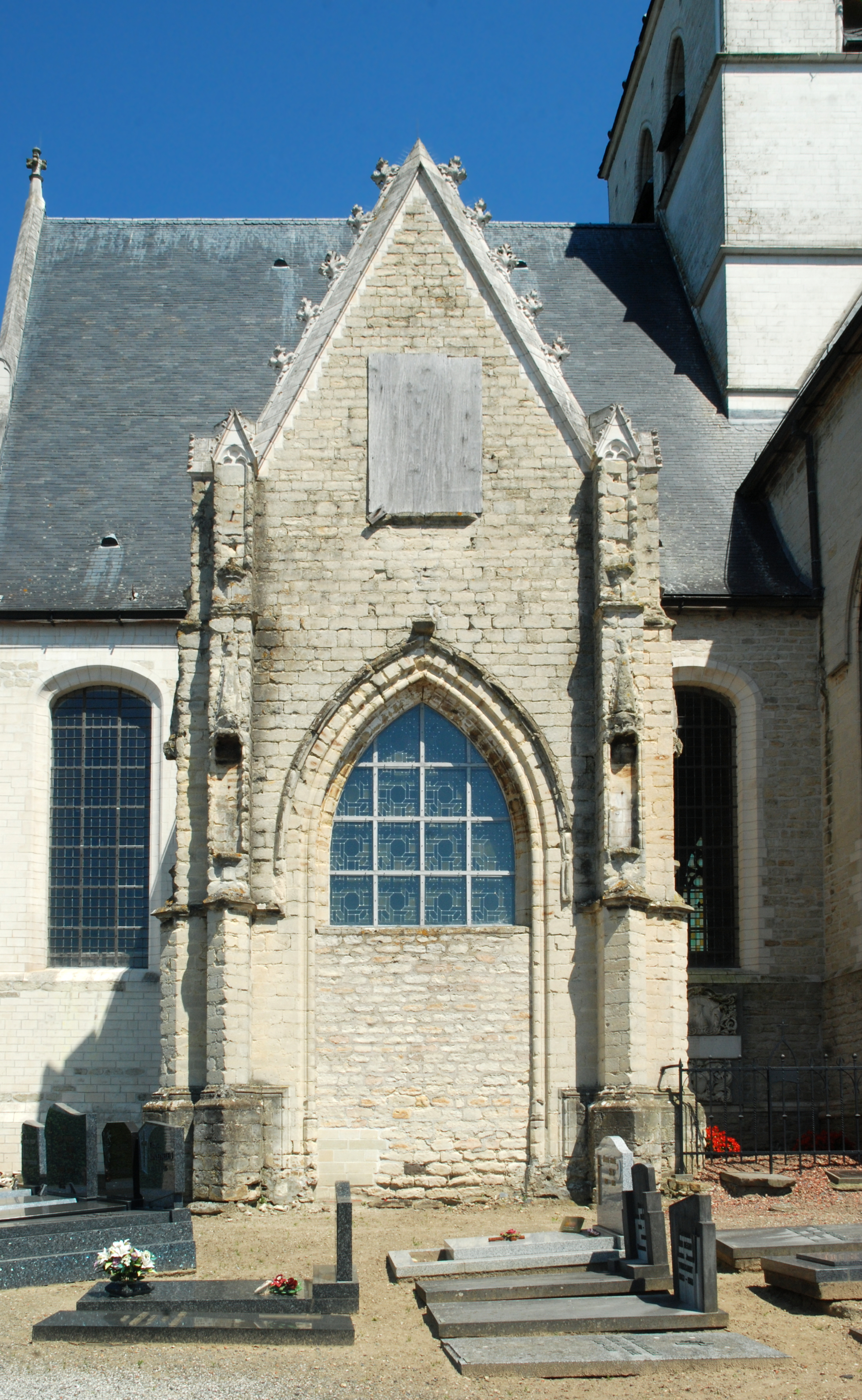
Chapelle dans le cimetière.